# لو بینیون-میرابو
لو بینیون-میرابو (به فرانسوی: Le Bignon-Mirabeau) نام یک کمون در بخش لوآره که در ناحیه سانتر-وال-دلوآر واقع شده‌است.

## کنت میرابو

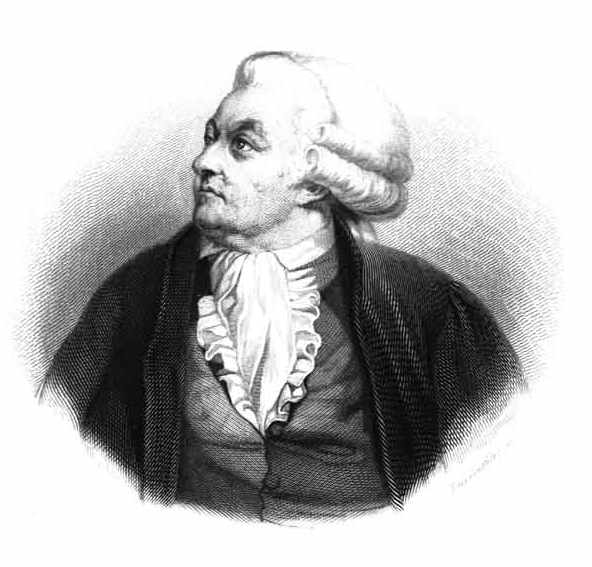
اونوره گابریل ریکوتی، کنت دو میرابو (۱۷۴۹–۱۷۹۱)

لو بینیون-میرابو، کمون محل تولد یکی از مشهورترین شخصیتهای انقلاب فرانسه، اونوره گابریل ریکوتی است.
در دهه ۱۸۸۰ مجسمه برنزی میرابو در این کمون برای احیای مجدد نام آن ساخته شد.